# Gran Premio motociclistico di Francia 2025
Il Gran Premio motociclistico di Francia 2025 è stata la sesta prova della stagione 2025 del Motomondiale. Le gare si sono corse domenica 11 maggio 2025 al Circuito Bugatti e le vittorie nelle quattro classi sono andate a: Marc Márquez nella Sprint e Johann Zarco nella gara della MotoGP, Manuel González in Moto2, José Antonio Rueda in Moto3, Óscar Gutiérrez e Mattia Casadei nelle due gare della MotoE (disputatesi al sabato).

## Vigilia
Il Gran Premio rappresenta il sesto appuntamento della stagione: a distanza di due settimane dal Gran Premio di Spagna, quinta gara del campionato. Trattasi del secondo appuntamento consecutivo svoltosi in Europa ed il primo evento della stagione per la categoria MotoE. Il Gran Premio di Francia è la prima delle due prove calendarizzate nel mese di maggio. Sponsor del Gran Premio, per la seconda volta consecutiva, è la multinazionale prduttrice di pneumatici Michelin, fornitrice nella categoria MotoGP.
Il Gran Premio, arrivato alla sua sessantottesima edizione valida per il Motomondiale, vide la sua edizione inaugurale nel 1951 al Circuito di Albi che vide la prima vittoria in Classe 500 dell'italiano Alfredo Milani. Nell'edizione successiva del 1953 e nel 1965 l'evento vide la sua sede presso il Circuito di Rouen-Les Essarts, mentre nel 1954 e 1955 il Circuito di Reims ospitò la gara. Nel 1959 fece il suo esordio il Circuito di Clermont-Ferrand sul quale si sono svolte dieci edizioni, mentre l'edizione del 1969 segna il debutto del Circuito Bugatti sul quale si disputa per la ventisettesima volta, tale tracciato è ricavato parzialmente dal classico Circuito della 24 ore. Il Circuito Paul Ricard fece da sede dell'evento per varie volte nella storia a partire dal 1973. Nel 1978 l'evento si disputò al Circuito di Nogaro così come nel 1982, mentre nel 1992 il Circuito di Nevers Magny-Cours fu la sede del Gran Premio.
Ancora assente il Campione del Mondo in carica della MotoGP Jorge Martín che viene sostituito nuovamente dal collaudatore Lorenzo Savadori, già partecipante a quattro weekend di gara su cinque. Torna in pista invece Miguel Oliveira dopo che si era infortunato nel corso del secondo appuntamento stagionale e torna così in sella alla sua Yamaha Pramac Racing. Prende parte al fine settimana di gara anche Takaaki Nakagami che svolge la sua prima wildcard della stagione alla guida della Honda, costruttore per il quale ha corso ininterrottamente durante i suoi sette anni di militanza nella classe regina. Assente il thailandese Somkiat Chantra dopo essere stato operato per Sindrome compartimentale. In Moto2 sono infortunati l'indonesiano Mario Aji, il sudafricano Darryn Binder e lo spagnolo Álex Escrig con solamente quest'ultimo che viene sostituito per il weekend di gara dal connazionale Daniel Muñoz. In Moto3 è ancora infortunato Matteo Bertelle che viene sostituito nuovamente da Vicente Pérez. Jakob Rosenthaler ritorna in pista, questa volta con il team Denssi Racing - BOE, al posto dell'infortunato Ruché Moodley. Altra sostituzione in casa GRYD - MLav Racing dove è ancora fermo Marcos Uriarte, infortunatosi in Argentina, ed al suo posto corre lo spagnolo Adrián Cruces.

## MotoGP

### Prove
La prima sessione di prove libere del venerdì si chiude con Marc Márquez al comando della classifica: con 576 millesimi di vantaggio su Brad Binder e 620 millesimi su Álex Márquez. Lo spagnolo di Ducati si conferma il più veloce anche nella sessione di pre-qualifiche del pomeriggio con Fabio Quartararo a 177 millesimi di distanza e Francesco Bagnaia a 184. Franco Morbidelli che chiude in nona posizione davanti a Marco Bezzecchi qualificandosi direttamente in Q2. Nella seconda ed ultima sessione di prove libere è Quartararo il pilota più veloce in pista precedendo Marc Márquez di 66 millesimi e Fermín Aldeguer a 157 millesimi di distanza.

### Qualifiche
Nella prima fase delle qualifiche, passano il taglio Johann Zarco e Raúl Fernández con Luca Marini che si qualifica in sedicesima posizione davanti a Fabio Di Giannantonio ed Enea Bastianini, mentre Lorenzo Savadori chiude ventunesimo. In Q2 si aggiudica la seconda pole consecutiva Fabio Quartararo che fa segnare il miglior tempo riuscendo ad averle la meglio su Marc Márquez a 118 millesimi con Álex Márquez che chiude la prima fila a 247 millesimi di distanza. Sesta posizione per Francesco Bagnaia seguito da Marco Bezzecchi mentre è nono Franco Morbidelli. Di seguito i risultati delle qualifiche:
| Pos. | Nº | Pilota                | Squadra                      | Tempo     | Tempo    |
| Pos. | Nº | Pilota                | Squadra                      | Q1        | Q2       |
| ---- | -- | --------------------- | ---------------------------- | --------- | -------- |
| 1    | 20 | Fabio Quartararo      | Monster Energy Yamaha        | Già in Q2 | 1'29.324 |
| 2    | 93 | Marc Márquez          | Ducati Lenovo Team           | Già in Q2 | 1'29.442 |
| 3    | 73 | Álex Márquez          | BK8 Gresini Racing           | Già in Q2 | 1'29.571 |
| 4    | 54 | Fermín Aldeguer       | BK8 Gresini Racing           | Già in Q2 | 1'29.776 |
| 5    | 12 | Maverick Viñales      | Red Bull KTM Tech3           | Già in Q2 | 1'30.023 |
| 6    | 63 | Francesco Bagnaia     | Ducati Lenovo Team           | Già in Q2 | 1'30.047 |
| 7    | 72 | Marco Bezzecchi       | Aprilia Racing               | Già in Q2 | 1'30.183 |
| 8    | 43 | Jack Miller           | Prima Pramac Racing Yamaha   | Già in Q2 | 1'30.191 |
| 9    | 21 | Franco Morbidelli     | Pertamina Enduro VR46 Racing | Già in Q2 | 1'30.198 |
| 10   | 25 | Raúl Fernández        | Trackhouse Racing            | 1'30.431  | 1'30.385 |
| 11   | 5  | Johann Zarco          | Castrol Honda LCR            | 1'30.399  | 1'30.444 |
| 12   | 37 | Pedro Acosta          | Red Bull KTM Factory Racing  | Già in Q2 | 1'30.462 |
| 13   | 33 | Brad Binder           | Red Bull KTM Factory Racing  | 1'30.441  | N.D.     |
| 14   | 42 | Álex Rins             | Monster Energy Yamaha        | 1'30.455  | N.D.     |
| 15   | 36 | Joan Mir              | Honda HRC Castrol            | 1'30.479  | N.D.     |
| 16   | 10 | Luca Marini           | Honda HRC Castrol            | 1'30.505  | N.D.     |
| 17   | 49 | Fabio Di Giannantonio | Pertamina Enduro VR46 Racing | 1'30.651  | N.D.     |
| 18   | 23 | Enea Bastianini       | Red Bull KTM Tech3           | 1'30.697  | N.D.     |
| 19   | 79 | Ai Ogura              | Trackhouse Racing            | 1'31.576  | N.D.     |
| 20   | 88 | Miguel Oliveira       | Prima Pramac Racing Yamaha   | 1'31.782  | N.D.     |
| 21   | 32 | Lorenzo Savadori      | Aprilia Racing               | 1'31.982  | N.D.     |
| 22   | 30 | Takaaki Nakagami      | Honda HRC Test Team          | 1'32.544  | N.D.     |

### Sprint
Sesta vittoria stagionale e consecutiva nella Sprint per Marc Márquez davanti al fratello Álex Márquez mentre in terza posizione chiude il compagno di squadra Fermín Aldeguer completando un podio tutto spagnolo. Quarta posizione per il padrone di casa Fabio Quartararo dopo essere scattato dalla prima casella. Quinta posizione per Maverick Viñales seguito da Johann Zarco, anche lui nella sua terra natale, in sesta posizione. In settima posizione c'è Fabio Di Giannantonio che chiude davanti ad Álex Rins, per la prima volta a punti il sabato in questa stagione. Conquista l'ultimo piazzamento valido per i punti in nona posizione Joan Mir. Di seguito i risultati della gara Sprint:

#### Arrivati al traguardo
| Pos | Nº | Pilota                | Squadra                      | Motocicletta       | Giri | Tempo     | Griglia | Punti |
| --- | -- | --------------------- | ---------------------------- | ------------------ | ---- | --------- | ------- | ----- |
| 1°  | 93 | Marc Márquez          | Ducati Lenovo Team           | Ducati Desmosedici | 13   | 19'49"022 | 2º      | 12    |
| 2°  | 73 | Álex Márquez          | BK8 Gresini Racing           | Ducati Desmosedici | 13   | +0.530    | 3º      | 9     |
| 3°  | 54 | Fermín Aldeguer       | BK8 Gresini Racing           | Ducati Desmosedici | 13   | +2.164    | 4º      | 7     |
| 4°  | 20 | Fabio Quartararo      | Monster Energy Yamaha        | Yamaha YZR-M1      | 13   | +2.840    | 1º      | 6     |
| 5°  | 12 | Maverick Viñales      | Red Bull KTM Tech3           | KTM RC16           | 13   | +5.285    | 5º      | 5     |
| 6°  | 5  | Johann Zarco          | Castrol Honda LCR            | Honda RC213V       | 13   | +7.939    | 11º     | 4     |
| 7°  | 49 | Fabio Di Giannantonio | Pertamina Enduro VR46 Racing | Ducati Desmosedici | 13   | +8.367    | 17º     | 3     |
| 8°  | 42 | Álex Rins             | Monster Energy Yamaha        | Yamaha YZR-M1      | 13   | +8.930    | 14º     | 2     |
| 9°  | 36 | Joan Mir              | Honda HRC Castrol            | Honda RC213V       | 13   | +9.858    | 15º     | 1     |
| 10° | 25 | Raúl Fernández        | Trackhouse Racing            | Aprilia RS-GP      | 13   | +11.599   | 10º     |       |
| 11° | 43 | Jack Miller           | Prima Pramac Racing Yamaha   | Yamaha YZR-M1      | 13   | +11.238   | 8º      |       |
| 12° | 10 | Luca Marini           | Honda HRC Castrol            | Honda RC213V       | 13   | +12.458   | 16º     |       |
| 13° | 23 | Enea Bastianini       | Red Bull KTM Tech3           | Honda RC213V       | 13   | +12.540   | 18º     |       |
| 14° | 79 | Ai Ogura              | Trackhouse Racing            | Aprilia RS-GP      | 13   | +13.610   | 19º     |       |
| 15° | 21 | Franco Morbidelli     | Pertamina Enduro VR46 Racing | Ducati Desmosedici | 13   | +13.752   | 9º      |       |
| 16° | 30 | Takaaki Nakagami      | Honda HRC Test Team          | Honda RC213V       | 13   | +15.381   | 22º     |       |
| 17° | 72 | Marco Bezzecchi       | Aprilia Racing               | Aprilia RS-GP      | 13   | +15.904   | 7º      |       |
| 18° | 32 | Lorenzo Savadori      | Aprilia Racing               | Aprilia RS-GP      | 13   | +27.507   | 21º     |       |
| 19° | 37 | Pedro Acosta          | Red Bull KTM Factory Racing  | KTM RC16           | 13   | +28.302   | 12º     |       |
| 20° | 88 | Miguel Oliveira       | Prima Pramac Racing Yamaha   | Yamaha YZR-M1      | 13   | +44.807   | 20º     |       |

#### Ritirati
| Nº | Pilota            | Squadra                     | Motocicletta       | Giri | Griglia |
| -- | ----------------- | --------------------------- | ------------------ | ---- | ------- |
| 33 | Brad Binder       | Red Bull KTM Factory Racing | KTM RC16           | 4    | 13º     |
| 63 | Francesco Bagnaia | Ducati Lenovo Team          | Ducati Desmosedici | 1    | 6º      |

### Gara
I piloti si schierano in griglia con le gomme slick ma la pioggia, già presente sul finale della gara di Moto2, torna poco prima della partenza e tutti i piloti rientrano ai box per cambiare moto al termine del giro di formazione con la gara che viene posticipata di dieci minuti, mentre i giri di gara si riducono a 26. Montate le gomme da bagnato, al termine del secondo giro di allineamento otto piloti tornano nuovamente ai box per cambiare la moto e tornare sulle gomme da asciutto ricevendo però un doppio Long lap penalty da scontare durante la gara.
La gara parte con metà dello schieramento che monta le gomme da asciutto e l'altra metà che monta le gomme da bagnato ed al via cade Enea Bastianini che centra Joan Mir e Francesco Bagnaia, che chiuderà sedicesimo e doppiato non riuscendo a risalire. Svaniscono anche i sogni di gloria di Fabio Quartararo che, tentando di rimontare, scivola mettendo fine alla propria gara in contemporanea con Brad Binder. Tutti i piloti precedentemente penalizzati si apprestano a scontare i due long lap  quando inizia di nuovo a piovere e tutti i piloti con le gomme da asciutto sono costretti ad un ulteriore sosta ai box. In questo modo si trova in prima posizione Johann Zarco seguito da Miguel Oliveira (che poi cadrà), entrambi con gomme da bagnato da inizio gara, così come Takaaki Nakagami e Lorenzo Savadori. Il francese si trova a comandare il Gran Premio davanti a Marc Márquez, aiutato anche dal ritiro del fratello Álex Márquez, e Fermín Aldeguer.
Il pilota del Team Honda LCR continua a guadagnare sul rivale spagnolo e al termine del ventiseiesimo giro taglia il traguardo vincendo il Gran Premio di Francia, il suo secondo in carriera in MotoGP riportando la vittoria ad un francese in terra natale per la prima volta dal 1954 quando vinse Pierre Monneret. Seconda posizione, a diciannove secondi di distanza, per Marc Márquez che guadagna punti sugli inseguitori e terza posizione, come al sabato, per Fermín Aldeguer che conquista così il suo primo podio nella classe regina. Staccato di mezzo minuto dal vincitore c'è Pedro Acosta in quarta posizione seguito dal connazionale Maverick Viñales. Sesta posizione per Takaaki Nakagami alla sua prima wildcard seguito da Raúl Fernández, al suo miglior risultato stagionale, e Fabio Di Giannantonio. Miglior risultato in carriera in MotoGP per Lorenzo Savadori che chiude in nona posizione davanti ad Ai Ogura. Undicesima posizione per Luca Marini che precede Álex Rins. Le ultime tre posizioni a punti sono occupate da Enea Bastianini, Marco Bezzecchi e Franco Morbidelli, tutti doppiati. Di seguito i risultati della gara:

#### Arrivati al traguardo
| Pos | Nº | Pilota                | Squadra                      | Motocicletta       | Giri | Tempo     | Griglia | Punti |
| --- | -- | --------------------- | ---------------------------- | ------------------ | ---- | --------- | ------- | ----- |
| 1°  | 5  | Johann Zarco          | Castrol Honda LCR            | Honda RC213V       | 26   | 45'47"541 | 11º     | 25    |
| 2°  | 93 | Marc Márquez          | Ducati Lenovo Team           | Ducati Desmosedici | 26   | +19.907   | 2º      | 20    |
| 3°  | 54 | Fermín Aldeguer       | BK8 Gresini Racing           | Ducati Desmosedici | 26   | +26.532   | 4º      | 16    |
| 4°  | 37 | Pedro Acosta          | Red Bull KTM Factory Racing  | KTM RC16           | 26   | +29.631   | 12º     | 13    |
| 5°  | 12 | Maverick Viñales      | Red Bull KTM Tech3           | KTM RC16           | 26   | +38.136   | 5º      | 11    |
| 6°  | 30 | Takaaki Nakagami      | Honda HRC Test Team          | Honda RC213V       | 26   | +59.527   | 22º     | 10    |
| 7°  | 25 | Raúl Fernández        | Trackhouse Racing            | Aprilia RS-GP      | 26   | +70.302   | 10º     | 9     |
| 8°  | 49 | Fabio Di Giannantonio | Pertamina Enduro VR46 Racing | Ducati Desmosedici | 26   | +70.363   | 17º     | 8     |
| 9°  | 32 | Lorenzo Savadori      | Aprilia Racing               | Aprilia RS-GP      | 26   | +85.793   | 21º     | 7     |
| 10° | 79 | Ai Ogura              | Trackhouse Racing            | Aprilia RS-GP      | 26   | +86.529   | 19º     | 6     |
| 11° | 10 | Luca Marini           | Honda HRC Castrol            | Honda RC213V       | 26   | +92.535   | 16º     | 5     |
| 12° | 42 | Álex Rins             | Monster Energy Yamaha        | Yamaha YZR-M1      | 26   | +95.537   | 14º     | 4     |
| 13° | 23 | Enea Bastianini       | Red Bull KTM Tech3           | KTM RC16           | 25   | +1 giro   | 18º     | 3     |
| 14° | 72 | Marco Bezzecchi       | Aprilia Racing               | Aprilia RS-GP      | 25   | +1 giro   | 7º      | 2     |
| 15° | 21 | Franco Morbidelli     | Pertamina Enduro VR46 Racing | Ducati Desmosedici | 25   | +1 giro   | 9º      | 1     |
| 16° | 63 | Francesco Bagnaia     | Ducati Lenovo Team           | Ducati Desmosedici | 25   | +1 giro   | 6º      |       |

#### Ritirati
| Nº | Pilota           | Squadra                     | Motocicletta       | Giri | Griglia |
| -- | ---------------- | --------------------------- | ------------------ | ---- | ------- |
| 73 | Álex Márquez     | BK8 Gresini Racing          | Ducati Desmosedici | 22   | 3º      |
| 88 | Miguel Oliveira  | Prima Pramac Racing Yamaha  | Yamaha YZR-M1      | 18   | 5ì20º   |
| 33 | Brad Binder      | Red Bull KTM Factory Racing | KTM RC16           | 6    | 13º     |
| 43 | Jack Miller      | Prima Pramac Racing Yamaha  | Yamaha YZR-M1      | 5    | 8º      |
| 20 | Fabio Quartararo | Monster Energy Yamaha       | Yamaha YZR-M1      | 3    | 1º      |
| 36 | Joan Mir         | Honda HRC Castrol           | Honda RC213V       | 0    | 15º     |

## Moto2

### Prove
La prima sessione di prove libere vede Manuel González chiudere in testa davanti a Jake Dixon per 102 millesimi e 161 su Tony Arbolino. Lo spagnolo si conferma il più veloce anche al pomeriggio, nella sessione di pre-qualifiche, davanti per 335 millesimi a Diogo Moreira e 383 millesimi a Filip Salač mentre sia Celestino Vietti che Arbolino sono direttamente qualificati in Q2 grazie al quinto e decimo tempo della sessione. Nella seconda ed ultima sessione di prove libere è Deniz Öncü il più veloce con 79 millesimi di vantaggio su González e 264 millesimi su Salač.

### Qualifiche
Dalla Q1 passano nell'ordine: Barry Baltus, David Alonso, Marcos Ramírez ed Iván Ortolá. Nel Q2 la pole position va per la quinta volta stagionale a Manuel González che precede di 327 millesimi Baltus mentre Diogo Moreira completa la prima fila a 339 millesimi di distanza con gli ispanici Albert Arenas ed Arón Canet che piazzano la loro moto in quarta e quinta posizione. Celestino Vietti e Tony Arbolino chiudono il loro sabato rispettivamente in nona ed undicesima posizione; di seguito i risultati dei primi cinque classificati:
| Pos | Nº | Pilota          | Team                          | Tempo    |
| --- | -- | --------------- | ----------------------------- | -------- |
| 1   | 18 | Manuel González | Liqui Moly Dynavolt Intact GP | 1'34.315 |
| 2   | 7  | Barry Baltus    | Fantic Racing Lino Sonego     | 1'34.642 |
| 6   | 10 | Diogo Moreira   | Italtrans Racing              | 1'34.654 |
| 4   | 75 | Albert Arenas   | Italjet Gresini Moto2         | 1'34.660 |
| 5   | 44 | Arón Canet      | Fantic Racing Lino Sonego     | 1'34.671 |

### Gara
Seconda vittoria consecutiva, la terza stagionale, per Manuel González che chiude davanti a Barry Baltus, replicando le prime due posizioni dello scorso Gran Premio, con il suo compagno di squadra Arón Canet che chiude il podio in terza posizione. Quarta posizione per Diogo Moreira davanti a Jake Dixon. Chiude sesto Albert Arenas seguito da Filip Salač mentre è ottavo Celestino Vietti. Iván Ortolá taglia il traguardo in nona posizione precedendo Alonso López. Undicesima posizione per David Alonso seguito da Joe Roberts e Sergio García mentre chiudono la zona punti Senna Agius e Marcos Ramírez in quattordicesima e quindicesima posizione. Di seguito i risultati della gara:

#### Arrivati al traguardo
| Pos | Nº | Pilota                  | Squadra                       | Motocicletta | Giri | Tempo     | Griglia | Punti |
| --- | -- | ----------------------- | ----------------------------- | ------------ | ---- | --------- | ------- | ----- |
| 1°  | 18 | Manuel González         | Liqui Moly Dynavolt Intact GP | Kalex        | 22   | 35'05"439 | 1º      | 25    |
| 2°  | 7  | Barry Baltus            | Fantic Racing Lino Sonego     | Kalex        | 22   | +1.811    | 2º      | 20    |
| 3°  | 44 | Arón Canet              | Fantic Racing Lino Sonego     | Kalex        | 22   | +6.113    | 5º      | 16    |
| 4°  | 10 | Diogo Moreira           | Italtrans Racing              | Kalex        | 22   | +6.480    | 3º      | 13    |
| 5°  | 96 | Jake Dixon              | Elf Marc VDS Racing           | B-25         | 22   | +6.775    | 6º      | 11    |
| 6°  | 75 | Albert Arenas           | Italjet Gresini Moto2         | Kalex        | 22   | +8.026    | 4º      | 10    |
| 7°  | 12 | Filip Salač             | Elf Marc VDS Racing           | B-25         | 22   | +8.681    | 7º      | 9     |
| 8°  | 13 | Celestino Vietti        | Folladore SpeedRS Team        | B-25         | 22   | +9.393    | 9º      | 8     |
| 9°  | 4  | Iván Ortolá             | QJ Motor - Frinsa - MSi       | B-25         | 22   | +12.805   | 10º     | 7     |
| 10° | 21 | Alonso López            | Folladore SpeedRS Team        | B-25         | 22   | +13.071   | 8º      | 6     |
| 11° | 80 | David Alonso            | CFMoto Inde Aspar Team        | Kalex        | 22   | +15.758   | 12º     | 5     |
| 12° | 16 | Joe Roberts             | OnlyFans American Racing Team | Kalex        | 22   | +17.369   | 22º     | 4     |
| 13° | 3  | Sergio García           | QJ Motor - Frinsa - MSi       | B-25         | 22   | +17.578   | 16º     | 3     |
| 14° | 81 | Senna Agius             | Liqui Moly Dynavolt Intact GP | Kalex        | 22   | +18.683   | 14º     | 2     |
| 15° | 24 | Marcos Ramírez          | OnlyFans American Racing Team | Kalex        | 22   | +18.880   | 17º     | 1     |
| 16° | 27 | Daniel Holgado          | CFMoto Inde Aspar Team        | Kalex        | 22   | +24.212   | 21º     |       |
| 17° | 53 | Deniz Öncü              | Red Bull KTM Ajo              | Kalex        | 22   | +24.695   | 13º     |       |
| 18° | 99 | Adrián Huertas          | Italtrans Racing              | Kalex        | 22   | +32.466   | 24º     |       |
| 19° | 84 | Zonta van den Goorbergh | RW-Idrofoglia Racing GP       | Kalex        | 22   | +32.639   | 20º     |       |
| 20° | 71 | Ayumu Sasaki            | RW-Idrofoglia Racing GP       | Kalex        | 22   | +39.496   | 23º     |       |
| 21° | 21 | Daniel Muñoz            | Klint Forward Factory Team    | Forward      | 22   | +46.559   | 26º     |       |
| 22° | 92 | Yūki Kunii              | Idemitsu Honda Team Asia      | Kalex        | 22   | +47.032   | 25º     |       |

#### Ritirati
| Nº | Pilota        | Squadra                     | Motocicletta | Giri | Griglia |
| -- | ------------- | --------------------------- | ------------ | ---- | ------- |
| 28 | Izan Guevara  | BLU CRU Pramac Yamaha Moto2 | B-25         | 11   | 15º     |
| 9  | Jorge Navarro | Klint Forward Factory Team  | Forward      | 4    | 18º     |
| 14 | Tony Arbolino | BLU CRU Pramac Yamaha Moto2 | B-25         | 4    | 11º     |
| 95 | Collin Veijer | Red Bull KTM Ajo            | Kalex        | 0    | 19º     |

## Moto3

### Prove
Il fine settimana di gara si apre con la prima posizione di Adrián Fernández, con 118 millesimi di vantaggio su Ryūsei Yamanaka e 361 millesimi su Ángel Piqueras. Nella sessione di pre-qualifiche è David Muñoz a far segnare il miglior tempo davanti a Yamanaka per 105 millesimi e a Fernández di 143. Nella seconda sessione di prove libere è Joel Kelso a chiudere in testa con 141 millesimi di vantaggio su Fernández e 200 su Carpe.

### Qualifiche
In Q1 si qualificano per la fase successiva: Jacob Roulstone, Luca Lunetta, Vicente Pérez e Nicola Carraro. In Q2 si prende pole position Máximo Quiles alla seconda uscita nel Motomondiale davanti a Guido Pini che conquista per la prima volta la prima fila in carriera, a soli 89 millesimi di distanza e chiude terzo Joel Kelso distante 98 millesimi. Quarta posizione per Ángel Piqueras davanti ad Adrián Fernández mentre Nicola Carraro è decimo, Dennis Foggia è quindicesimo seguito da Luca Lunetta con Stefano Nepa in ventunesima posizione che precede Riccardo Rossi; di seguito i risultati dei primi cinque classificati:
| Pos | Nº | Pilota           | Team                          | Tempo    |
| --- | -- | ---------------- | ----------------------------- | -------- |
| 1   | 28 | Máximo Quiles    | CFMoto Gaviota Aspar Team     | 1'39.947 |
| 2   | 94 | Guido Pini       | Liqui Moly Dynavolt Intact GP | 1'40.036 |
| 3   | 66 | Joel Kelso       | LevelUp - MTA                 | 1'40.045 |
| 4   | 36 | Ángel Piqueras   | Frinsa - MT Helmets - MSi     | 1'40.149 |
| 5   | 31 | Adrián Fernández | Leopard Racing                | 1'40.351 |

### Gara
Quarta vittoria stagionale per José Antonio Rueda che vince all'ultima curva grazie all'attacco disperato di David Muñoz su Joel Kelso che porta entrambi larghi e che costa allo spagnolo una posizione di penalità al traguardo. Quarta posizione per Álvaro Carpe seguito a tre secondi di distanza da David Almansa che comanda il trio formato da Taiyō Furusato, Máximo Quiles ed Adrián Fernández. Nona posizione per Luca Lunetta davanti a Valentín Perrone. Undicesimo posto per Dennis Foggia seguito da Scott Ogden. Chiudono la zona punti Jacob Roulstone, Cormac Buchanan e Nicola Carraro. Di seguito i risultati della gara:

#### Arrivati al traguardo
| Pos | Nº | Pilota             | Squadra                       | Motocicletta  | Giri | Tempo     | Griglia | Punti |
| --- | -- | ------------------ | ----------------------------- | ------------- | ---- | --------- | ------- | ----- |
| 1°  | 99 | José Antonio Rueda | Red Bull KTM Ajo              | KTM RC 250 GP | 20   | 34'01"752 | 8º      | 25    |
| 2°  | 66 | Joel Kelso         | LevelUp - MTA                 | KTM RC 250 GP | 20   | +0.636    | 3º      | 20    |
| 3°  | 64 | David Muñoz        | Liqui Moly Dynavolt Intact GP | KTM RC 250 GP | 20   | +0.124    | 6º      | 16    |
| 4°  | 83 | Álvaro Carpe       | Red Bull KTM Ajo              | KTM RC 250 GP | 20   | +3.788    | 13º     | 13    |
| 5°  | 22 | David Almansa      | Leopard Racing                | Honda NSF250R | 20   | +6.001    | 9º      | 11    |
| 6°  | 72 | Taiyō Furusato     | Honda Team Asia               | KTM RC 250 GP | 20   | +6.343    | 11º     | 10    |
| 7°  | 28 | Máximo Quiles      | CFMoto Gaviota Aspar Team     | KTM RC 250 GP | 20   | +6.521    | 1º      | 9     |
| 8°  | 31 | Adrián Fernández   | Leopard Racing                | Honda NSF250R | 20   | +6.876    | 5º      | 8     |
| 9°  | 58 | Luca Lunetta       | SIC58 Squadra Corse           | Honda NSF250R | 20   | +7.192    | 16º     | 7     |
| 10° | 73 | Valentín Perrone   | Red Bull KTM Tech3            | KTM RC 250 GP | 20   | +7.241    | 7º      | 6     |
| 11° | 71 | Dennis Foggia      | CFMoto Gaviota Aspar Team     | KTM RC 250 GP | 20   | +8.574    | 15º     | 5     |
| 12° | 19 | Scott Ogden        | CIP Green Power               | KTM RC 250 GP | 20   | +8.832    | 17º     | 4     |
| 13° | 12 | Jacob Roulstone    | Red Bull KTM Tech3            | KTM RC 250 GP | 20   | +12.153   | 18º     | 3     |
| 14° | 14 | Cormac Buchanan    | Denssi Racing - BOE           | KTM RC 250 GP | 20   | +12.257   | 19º     | 2     |
| 15° | 10 | Nicola Carraro     | Rivacold Snipers Team         | Honda NSF250R | 20   | +12.448   | 10º     | 1     |
| 16° | 32 | Vicente Pérez      | LevelUp - MTA                 | KTM RC 250 GP | 20   | +19.468   | 14º     |       |
| 17° | 94 | Guido Pini         | Liqui Moly Dynavolt Intact GP | KTM RC 250 GP | 20   | +29.799   | 2º      |       |
| 18° | 54 | Riccardo Rossi     | Rivacold Snipers Team         | Honda NSF250R | 20   | +30.601   | 22º     |       |
| 19° | 5  | Tatchakorn Buasri  | Honda Team Asia               | KTM RC 250 GP | 20   | +30.738   | 23º     |       |
| 20° | 55 | Noah Dettwiler     | CIP Green Power               | KTM RC 250 GP | 20   | +31.130   | 24º     |       |
| 21° | 34 | Jakob Rosenthaler  | Denssi Racing - BOE           | KTM RC 250 GP | 20   | +86.153   | 25º     |       |

#### Ritirati
| Nº | Pilota          | Squadra                   | Motocicletta  | Giri | Griglia |
| -- | --------------- | ------------------------- | ------------- | ---- | ------- |
| 36 | Ángel Piqueras  | Frinsa - MT Helmets - MSi | KTM RC 250 GP | 17   | 4º      |
| 11 | Adrián Cruces   | GRYD - MLav Racing        | KTM RC 250 GP | 10   | 20º     |
| 82 | Stefano Nepa    | SIC58 Squadra Corse       | Honda NSF250R | 7    | 21º     |
| 8  | Eddie O'Shea    | GRYD - MLav Racing        | KTM RC 250 GP | 1    | 26º     |
| 6  | Ryūsei Yamanaka | Frinsa - MT Helmets - MSi | KTM RC 250 GP | 1    | 12º     |
| 21 | Ruche Moodley   | Denssi Racing - BOE       | KTM RC 250 GP | 0    | 14º     |

## MotoE

### Gara 1
La gara è stata interrotta nel corso del primo giro a causa della caduta di Eric Granado. Il brasiliano non ha potuto prendere il via alla ripartenza così come Raffaele Fusco, inoltre la durata della gara che è stata ridotta a 4 giri.

#### Arrivati al traguardo
| Pos. | Nº | Pilota              | Squadra                      | Giri | Tempo    | Griglia | Punti |
| ---- | -- | ------------------- | ---------------------------- | ---- | -------- | ------- | ----- |
| 1º   | 99 | Óscar Gutiérrez     | MSi Racing Team              | 4    | 6'40"665 | 3º      | 25    |
| 2º   | 9  | Andrea Mantovani    | Klint Forward Factory Team   | 4    | +0.436   | 4º      | 20    |
| 3º   | 61 | Alessandro Zaccone  | Aruba Cloud MotoE Team       | 4    | +1.661   | 1º      | 16    |
| 4º   | 21 | Kevin Zannoni       | Power Electronics Aspar Team | 4    | +2.288   | 5º      | 13    |
| 5º   | 40 | Mattia Casadei      | LCR E-Team                   | 4    | +2.848   | 10º     | 11    |
| 6º   | 7  | Lorenzo Baldassarri | Dynavolt Intact GP           | 4    | +2.992   | 8º      | 10    |
| 7º   | 81 | Jordi Torres        | Power Electronics Aspar Team | 4    | +3.456   | 6º      | 9     |
| 8º   | 6  | María Herrera       | Klint Forward Factory Team   | 4    | +5.201   | 9º      | 8     |
| 9º   | 29 | Nicholas Spinelli   | Rivacold Snipers Team MotoE  | 4    | +6.996   | 11º     | 7     |
| 10º  | 72 | Alessio Finello     | Felo Gresini MotoE           | 4    | +8.395   | 12º     | 6     |
| 11º  | 12 | Jacopo Hosciuc      | MSi Racing Team              | 4    | +10.829  | 13º     | 5     |
| 12º  | 47 | Tibor Varga         | Rivacold Snipers Team MotoE  | 4    | +11.118  | 15º     | 4     |
| 13º  | 19 | Luca Bernardi       | Aruba Cloud MotoE Team       | 4    | +11.331  | 14º     | 3     |

#### Ritirati
| Nº | Pilota         | Squadra                     | Giri | Griglia |
| -- | -------------- | --------------------------- | ---- | ------- |
| 28 | Tommaso Occhi  | Ongetta SIC58 Squadra Corse | 3    | 16º     |
| 11 | Matteo Ferrari | Felo Gresini MotoE          | 1    | 7º      |

#### Non partiti
| Nº | Pilota         | Squadra                     | Griglia |
| -- | -------------- | --------------------------- | ------- |
| 51 | Eric Granado   | LCR E-Team                  | 2º      |
| 77 | Raffaele Fusco | Ongetta SIC58 Squadra Corse | 17º     |

### Gara 2

#### Arrivati al traguardo
| Pos. | Nº | Pilota              | Squadra                      | Giri | Tempo     | Griglia | Punti |
| ---- | -- | ------------------- | ---------------------------- | ---- | --------- | ------- | ----- |
| 1º   | 40 | Mattia Casadei      | LCR E-Team                   | 8    | 13'26"643 | 9º      | 25    |
| 2º   | 21 | Kevin Zannoni       | Power Electronics Aspar Team | 8    | +1.225    | 4º      | 20    |
| 3º   | 81 | Jordi Torres        | Power Electronics Aspar Team | 8    | +4.653    | 5º      | 16    |
| 4º   | 6  | María Herrera       | Klint Forward Factory Team   | 8    | +5.084    | 8º      | 13    |
| 5º   | 7  | Lorenzo Baldassarri | Dynavolt Intact GP           | 8    | +5.855    | 7º      | 11    |
| 6º   | 29 | Nicholas Spinelli   | Rivacold Snipers Team MotoE  | 8    | +6.713    | 10º     | 10    |
| 7º   | 9  | Andrea Mantovani    | Klint Forward Factory Team   | 8    | +7.160    | 3º      | 9     |
| 8º   | 12 | Jacopo Hosciuc      | MSi Racing Team              | 8    | +10.785   | 12º     | 8     |
| 9º   | 19 | Luca Bernardi       | Aruba Cloud MotoE Team       | 8    | +12.043   | 13º     | 7     |
| 10º  | 47 | Tibor Varga         | Rivacold Snipers Team MotoE  | 8    | +12.170   | 14º     | 6     |
| 11º  | 72 | Alessio Finello     | Felo Gresini MotoE           | 8    | +12.413   | 11º     | 5     |
| 12º  | 77 | Raffaele Fusco      | Ongetta SIC58 Squadra Corse  | 8    | +31.014   | 16º     | 4     |
| 13º  | 28 | Tommaso Occhi       | Ongetta SIC58 Squadra Corse  | 8    | +48.095   | 15º     | 3     |

#### Ritirati
| Nº | Pilota             | Squadra                | Giri | Griglia |
| -- | ------------------ | ---------------------- | ---- | ------- |
| 11 | Matteo Ferrari     | Felo Gresini MotoE     | 3    | 6º      |
| 99 | Óscar Gutiérrez    | MSi Racing Team        | 1    | 2º      |
| 61 | Alessandro Zaccone | Aruba Cloud MotoE Team | 1    | 1º      |